# Misija Swift Gamma-Ray Burst
Swift Gamma-Ray Burst, NASA-in svemirski teleskop namijenjen proučavanju bljeskova gama-zraka, dio programa Medium Explorer (MIDEX). Znanstveni instrumenti na letjelici razvijeni su u suradnji s Ujedinjenim Kraljevstvom i Italijom. U svemir je lansiran 20. studenog 2004. pomoću rakete Delta II. 